# Three Days (album Pat Green)
Three Days è il primo album in studio del cantautore statunitense Pat Green, pubblicato il 16 ottobre 2001.

## Tracce
1. Carry On – 4:58
2. Threadbare Gypsy Soul (feat. Willie Nelson) – 4:53
3. Three Days – 3:45
4. Who's to Say – 4:45
5. Galleywinter – 3:57
6. Wrong Side of Town – 4:23
7. We've All Got Our Reasons – 3:23
8. Whiskey – 4:52
9. Crazy – 5:28
10. Take Me Out to a Dancehall – 3:39
11. Count Your Blessings – 4:21
12. Southbound 35 – 5:12
13. Texas on My Mind (feat. Cory Morrow) – 4:39